# Lepidopa panamaensis
Lepidopa panamaensis är en kräftdjursart som beskrevs av Efford 1971. Lepidopa panamaensis ingår i släktet Lepidopa och familjen Albuneidae. Inga underarter finns listade i Catalogue of Life.